# Xã Darlington, Quận Harvey, Kansas
Xã Darlington (tiếng Anh: Darlington Township) là một xã thuộc quận Harvey, tiểu bang Kansas, Hoa Kỳ. Năm 2010, dân số của xã này là 575 người.